# Fata din tren (roman)
Fata din tren este un thriller psihologic scris de autoarea britanică Paula Hawkins în anul 2015. Romanul a debutat pe locul 1 în topul  Celor mai bine vândute cărți de ficțiune din 2015" din  New York Times (versiune printată și e-book) în data de 1 februarie 2015, și a rămas pe această poziție de top pentru 13 săptămâni consecutive, până în aprilie 2015. În ianuarie 2016 a devenit numărul 1 best-seller din nou timp de două săptămâni. Multe recenzii au menționat cartea ca fiind "următoarea Gone Girl", referindu-se la popularul thriller psihologic din 2012, cu teme similare și utilizarea unor naratori⁠(d) greu de crezut.
Până la începutul lunii martie din 2015, romanul a fost vândut în peste 1 milion de exemplare, și 1,5 milioane de copii până la sfârșitul lui Aprilie. Acesta a ocupat locul numărul 1 din topul "Cărți cu copertă tare" timp de 20 de săptămâni, aceasta fiind cea mai lungă perioadă ocupată de o carte vreodată. Până la începutul lunii August 2015, cartea a fost vândută în mai mult de 3 milioane de exemplare numai în SUA, și până în Octombrie 2016, într-un număr aproximativ de 15 milioane de exemplare în întreaga lume. Ediția de audiobook, narată de Clare Corbett, Louise Brealey și India Fisher (lansată de Cărți pe Bandă) a câștigat în 2016 Premiul "Audie" pentru Audiobook-ul Anului.
Drepturile de ecranizare au fost achiziționate de DreamWorks Pictures în 2014 pentru Producții Marc Platt. Adaptarea filmului după carte, a fost lansată pe 7 octombrie 2016, având-o ca actriță principală pe Emily Blunt și pe Tate Taylor ca regizor.

## Complot
Povestea este narată la persoana întâi, din punctul de vedere a trei femei: Rachel, Anna, și Megan.
Rachel Watson este o alcoolică de 32 de ani, zguduită încă de sfârșitul căsniciei cu fostul ei partener, Tom, care a părăsit-o pentru o altă femeie, Anna Watson. Starea constantă al lui Rachel provoacă pierderea slujbei acesteia;  foarte des aceasta se intoxică cu alcool la ore nepotrivite ale zilei, și de multe ori aceasta are pierderi de memorie și perioade de care nu își amintește din cauza stării ei de beție. În timp ce aceasta este sub influența alcoolului, de multe ori îl sună pe Tom, iar în stare de ebrietate nu mai are nici o amintire de aceste acțiuni. Tom este acum recăsătorit cu Anna si are o fiică cu aceasta, pe nume Evie – o situație care îi provoacă lui Rachel tendințe auto-distructive, amintindu-i de incapacitatea ei de a concepe un copil cu Tom, lucru care dat startul perioadei acesteia de alcoolism. Rachel are o rutină de a lua trenul spre Londra zi cu zi; trenul în care aceasta se află trece însă mereu încet fosta ei casă, în care trăiesc acum Tom, Anna, și Evie. Odată cu această rutină, ea începe să observe mai atent din tren un cuplu atractiv, care locuiesc la câteva case distanță de Tom. Rachel își dă seama după un timp că idolizează viața lor, deși ea nu are nici o idee că viața lor este departe de a fi perfectă. Soția din acest cuplu, Megan Hipwell, are un trecut nu prea plăcut. Își consideră viața plictisitoare, și încearcă să scape de problemele ei folosindu-se de un număr variat de parteneri. Megan în acest timp, cere ajutor de la un terapeut, Dr. Kamal Abdic. În cele din urmă, ea îi dezvăluie un secret întunecat, ce nu a mărturisit nimănui până la momentul dat.
Anna este tânără, frumoasă, îndrăgostită de Tom, și este foarte mulțumită ca fiind o mamă care nu lucrează, doar stă acasă și are grijă de micuța Evie. Dacă la început găsea o plăcere în ideea de a-i arăta lui Rachel faptul că Tom a ales-o pe ea în loc de Rachel, în cele din urmă devine furioasă din cauza faptului că Rachel nu îi lasă familia în pace. Într-o zi, Rachel este uimită să vadă că Megan, "soția perfectă", sărută un alt bărbat. A doua zi, după consum exagerat de alcool, Rachel se trezește sângeroasă și rănită, cu nici o amintire din noaptea de dinainte. Aceasta află că Megan a dispărut, și este interogată de poliție deoarece Anna a raportat că a văzut-o beată, plimbându-se în zona lor în noaptea dispariției lui Megan. Rachel devine interesată de acest caz și mărturisește poliției faptul că ea crede că Megan avea o aventură. Ea apoi îl contactează pe soțul lui Megan, Scott, și îl minte, spunându-i că ea și Megan au fost prietene. Rachel își dă seama că omul cu care Megan se săruta a fost Kamal.
Rachel intră în contact cu Kamal, minte despre identitatea ei ca să se apropie de el și să afle mai multe lucruri despre el. Aceasta face o programare pentru o ședință de terapie cu el pentru a vedea dacă acesta o poate ajuta să își amintească petrecutele din perioada de timp din acea noapte pe care ea nu și-o amintește. În timp ce Kamal nu suspectează nimic, Rachel  obține o perspectivă puțin mai clară asupra viații ei, beneficiază cu adevărat de această terapie. Legăturile ei cu Scott și Kamal, deși construite pe minciuni, o fac să se simtă mai importantă ca persoană. Ea se oprește din băut timp de mai multe zile, dar la un moment dat, mereu cedează viciului. Între timp, ea continuă să îl sune, viziteze, și să îl hărțuiască pe Tom. La un moment dat se găsește corpul fără viață al lui Megan, despre care se află că fusese însărcinată, iar copilul ei nenăscutnu este nici al lui Scott, nici al lui Kamal.Scott descoperă identitatea falsă al lui Rachel se află și devine violent cu aceasta, amintirile ei devenind mai clare din cauza asta. Rachel își amintește apoi că a văzut-o pe Megan urcând în mașina lui Tom. Anna descoperă că Tom și Megan au avut o aventură.
Rachel incepe să aibă mai multă încredere în propriile ei amintiri, și își dă seama că o mulțime dintre chestiile nebunești de care Tom ar fi acuzat-o ca făcând, când aceasta a fost sub influența alcoolului niciodată nu s-au întâmplat. El a manipulat-o pe aceasta timp de ani de zile, lucru care a făcut-o pe aceasta să se îndoaie de sănătatea ei mentală. Înarmată cu această tristă realizare și cu ideea că el trebuie să fi fost cel care a ucis-o pe Megan, Rachel o avertizează pe Anna. Când Anna îl confruntă cu asta, Tom mărturisește că a ucis-o pe Megan după ce aceasta a amenințat să dezvăluie faptul că el a lăsat-o gravidă. Anna este intimidată, temându-se pentru siguranța fiicei lor. Tom încearcă să o  bată și să o intimideze pe Rachel ca aceasta să păstreze tăcerea, dar ea îl confruntă mereu și nu se lasă bătută. Ajunli într-un moment de maximă tensiune, Rachel își dă seama că acesta este pe cale să o omoare, așa că îl înjunghie în gât cu un tirbușon. Anna o ajută Rachel, femeile se asigură că acesta va muri din rana cauzată. Când sosesc autoritățile, foștii adversari Rachel și Anna se sprijină reciproc prin coordonarea poveștilor lor de a dovedi faptul că acțiunile lor au fost acțiuni de auto-apărare.

## Recepție
Fata din tren a primit în general recenzii pozitive de la critici și de la public deopotrivă. În 2015 a devenit cel mai rapid vândut roman de adulți cu copertă tare din istorie, și a fost mai mult de patru luni în New York Times Bestseller List după lansarea acesteia. Kirkus Review a lăudat romanul cu o critică foarte pozitivă, scriind despre el că, "chiar și cei mai perspicace cititorii vor avea parte de un șoc la cum Hawkins expune faptele și realitățile dure ale dragostei și ale obsesiei, ca fiind inevitabil legate de violență." Ulterior, romanul a fost onorat de Kirkus Reviews ca unul dintre cele mai bune cărți ale anului 2015, în categoria ficțiune. Cartea, de asemenea, a câștigat și 2015 Goodreads Choice Award în categoria de Mystery & Thriller.
Într-un comentariu mai puțin pozitiv, de la The New York Times, Jean Hanff Korelitz a pus la îndoială  structura narativă a romanului și a criticat-o pe protagonistă pentru comportamentul ei "fără logică, auto-destructiv, și narcisistic."
Fata din tren a fost foarte frecvent comparată cu Fata dispărută de Gillian Flynn⁠(d), ambele având în structură  naratori greu de crezut și viața din suburbii. Paula Hawkins a respins aceste comparații, într-un interviu acordat în The Hollywood Reporter: "Amy Dunne este o psihopată, o femeie incredibil de controlatoare și manipulatoare, felul de femeie inteligentă și foarte vicleană. Rachel este doar o mizerie care nu poate face nimic bine."

## Traduceri
Drepturile externe au fost vândute în 34 de țări, iar cartea a fost tradusă în mai multe limbi, inclusiv:
| Limbă                | Editor                                   | Numele cărții                                   | Translator                                     |
| -------------------- | ---------------------------------------- | ----------------------------------------------- | ---------------------------------------------- |
| Arabă                | منشورات الرمل Manshurat Al-Raml          | فتاة القطار                                     | Al Harith Al Nabhan (الحارث النبهان)           |
| Bulgară              | Enthusiast                               | Момичето от влака                               | Margarita Terzieva (Маргарита Терзиева)        |
| Franceză             | Sonatine Éditions                        | La Fille du train                               | Corinne Daniellot                              |
| Daneză               | Gyldendal                                | Kvinden i toget                                 | Steffen Rayburn-Maarup                         |
| Persiană             | Milkan                                   | دخترى در قطار                                   | Mahboobeh Mousavi                              |
| Germană              | Random House                             | Girl on the Train                               | Christoph Göhler                               |
| Limba indoneziană    | Noura Books Publishing                   | The Girl on The Train                           | Inggrid Nimpoeno                               |
| Italiană             | Piemme                                   | La ragazza del treno                            | B. Porteri                                     |
| Poloneză             | Świat Książki                            | Dziewczyna z pociągu                            | Jan Kraśko                                     |
| Portugheză           | Topseller                                | A Rapariga no Comboio                           | José João Letria (revised by Diogo Montenegro) |
| Spaniolă             | Editorial Planeta                        | La Chica del Tren                               | Aleix Montoto                                  |
| Turcă                | İthaki Publishing-house                  | Trendeki Kız                                    | Aslıhan Kuzucan                                |
| Chineză tradițională | Eurasian Publishing Group and Sole Press | 列車上的女孩 Lièchē shàng de nǚhái              | Wang Xinxin                                    |
| Română               | Editura Trei                             | Fata din tren                                   | Ionela Chirila                                 |
| Bengali              | Batighar Prokashoni                      | The Girl on The Train                           | Kishor Pasha Imon                              |
| Ebraică              | Keter-Books                              | הבחורה על הרכבת HaBahura al HaRakevet           | Hadasa Handler                                 |
| Slovenă              | Mladinska knjiga Založba                 | Dekle na vlaku                                  | Alenka Ropret                                  |
| Vietnameză           | Nhã Nam                                  | Cô gái trên tàu                                 | Huyền Vũ                                       |
| Georgiană            | პალიტრა L                                | გოგონა მატარებელში                              | მანანა კვესელავა                               |
| Japoneză             | 講談社文庫 Kodansha                      | ガール・オン・ザ・トレイン (gāru on za torein?) | 池田 真紀子 (Makiko Ikeda?)                    |
| Greacă               | Ψυχογιός                                 | Το κορίτσι του τρένου                           | Αναστάσιος Αργυρίου                            |
| Maghiară             | XXI. Század Kiadó                        | A lány a vonaton                                | Tomori Gábor                                   |

## Adaptarea filmului
Drepturile de ecranizare pentru roman au fost dobândite în martie 2014 de DreamWorks Pictures și Marc Platt Productions, cu Jared Leboff (un producător de la Marc Platt) ca producător. Tate Taylor⁠(d), care a regizat The help (2011), a fost anunțat ca director al acestui film, în luna mai 2015, având-o pe Erin Cressida Wilson⁠(d) ca scenarist. În iunie 2015, se vorbea despre faptul că actrița britanică Emily Blunt o va portretiza Rachel. Autoarea Hawkins a spus în iulie 2015, că locația filmului va fi mutată din Marea Britanie în SUA. Producția filmului a început în zona orașului New York, în octombrie 2015. Acesta a fost lansat pe 7 octombrie 2016. Filmul rămâne în mare parte fidel evenimentelor din carte, singura diferență notabilă fiind faptul că Rachel își dă seama despre adevărul legat de Tom care făcea acuzațiile despre comportamentul acesteia, nu din propriile ei eforturi, dar printr-o întâlnire întâmplătoare cu soția fostului manager al lui Tom, cine îi spune că Tom a fost de fapt concediat de la locul de muncă din cauza a numeroasele sale aventuri de la birou, mai degrabă, decât din cauza căderii nervoase al lui Rachel de la petrecere (adevărul despre căderea nervoasă fiind faptul că Rachel pur și simplu băuse prea mult și a adormit într-o cameră de oaspeți, până când Tom a făcut-o să plece).

## Adaptarea  scenică
O adaptare scenică a romanului a fost făcută de Rachel Wagstaff și Duncan Abel, având premiera mondială în Curtea Teatrului Leeds Playhouse⁠(d), din 12 mai până în 9 iunie 2018. Actrița principală este Jill Halfpenny jucând-o pe Rachel Watson. Regia a fost realizată de Joe Murphy.